# Holger Lindemann
Holger Lindemann (* 19. September 1970 in Braunschweig) ist ein deutscher Pädagoge und Erziehungswissenschaftler. Er ist Professor für Entwicklungspsychologie und Systemische Beratung an der MSB Medical School Berlin, Leiter des HafenCity Instituts für Systemische Ausbildung (HISA) an der MSH Medical School Hamburg sowie Autor von Büchern zu den Themengebieten Systemische Beratung und Therapie, Systemtheorie und Konstruktivismus, Schulmanagement und Schulentwicklung und zur Inklusion.

## Werdegang
Lindemann studierte bis 1997 an der Carl von Ossietzky Universität Oldenburg Diplom-Pädagogik mit der Fachrichtung Sonderpädagogik. In den Jahren 1997 bis 2008 war er als Einrichtungsleiter in der offenen Jugend- und Behindertenhilfe tätig. In diesem Zeitraum absolvierte er  berufsbegleitende Fortbildungen und schloss eine Ausbildung zum Systemischen Supervisor und Organisationsberater ab. Seit 2007 ist er als Systemischer Supervisor durch die Systemische Gesellschaft zertifiziert, 2017 erfolgte die Zertifizierung als Systemischer Supervisor durch die Deutsche Gesellschaft für Systemische Therapie, Beratung und Familientherapie. Seit 2016 ist er zertifizierter Mediator.
Von 2001 bis 2008 war er, neben seiner Tätigkeit als Einrichtungsleiter, als Wissenschaftlicher Mitarbeiter der Fachrichtungen Körperbehindertenpädagogik und Allgemeine Behindertenpädagogik an der Universität Oldenburg angestellt und erfüllte Lehraufträge an Universitäten und Hochschulen in Koblenz, Hannover, Hamburg, Berlin, Olten und Krems.
Während dieser Zeit arbeitete er an seiner Promotion zum Thema „(Sonder-)Pädagogische Theorie und Praxis aus konstruktivistischer Sicht“ die er 2004 erfolgreich abschloss. Von 2008 bis 2015 war er als Lehrkraft und Wissenschaftlicher Mitarbeiter der Sonderpädagogischen Psychologie an der Universität Oldenburg tätig. 2012 erhielt er den Preis der Lehre in der Kategorie „Besonders gelungene Anleitungen zum eigenständigen wissenschaftlichen Arbeiten und Forschen“. 2014 erlangte er seine Habilitation mit der Lehrberechtigung für „Sonderpädagogik und Bildungsmanagement“. Von Oktober 2015 bis September 2016 war Lindemann als Vertretungsprofessor für „Schulentwicklung, Lernbegleitung und sonderpädagogische Professionalität im Kontext von Inklusion“ an der Universität Leipzig beschäftigt. Seit Oktober 2016 war er zunächst Professor für Heilpädagogik an der Medical School Berlin und nachfolgend für „Entwicklungspsychologie und Systemische Beratung“.
Seit Ende 2017 leitet Lindemann zudem das von ihm gegründete „HafenCity Institut für Systemische Ausbildung“ an der MSH Medical School Hamburg, das Weiterbildungen für verschiedene Arbeitsbereiche anbietet. 2017 wurde die von ihm geleitete AG „Inklusion an Oldenburger Schulen“ mit dem Jakob Muth-Preis für inklusive Schule ausgezeichnet.

## Publikationen

### Monografien (Auswahl)
- mit N. Vossler: Die Behinderung liegt im Auge des Betrachters. Konstruktivistisches Denken für die pädagogische Praxis. Luchterhand, Neuwied/Kriftel 1999.
- Konstruktivismus und Pädagogik. Grundlagen, Modelle, Wege zur Praxis. Reinhardt, München 2006.
- Wie Schulentwicklung gelingt. Einschätzungen von Lehrern und pädagogischen Mitarbeitern zu Gelingensbedingungen von Schulentwicklung an ihrer Schule. Beltz-Juventa, Weinheim 2013.
- Die große Metaphern-Schatzkiste. Band 1: Grundlagen und Methoden. Systemisch arbeiten mit Sprachbildern. Vandenhoeck & Ruprecht, Göttingen 2016.
- Die große Metaphern-Schatzkiste. Band 2: Die Systemische Heldenreise. Systemisch arbeiten mit Sprachbildern. Vandenhoeck & Ruprecht, Göttingen 2016.
- Unternehmen Schule: Führung und Zusammenarbeit. Vandenhoeck & Ruprecht, Göttingen 2017.
- mit C. H. Mayer, I. Osterfeld: Systemisch-lösungsorientierte Mediation und Konfliktklärung. Vandenhoeck & Ruprecht, Göttingen 2018.
- Systemisch-lösungsorientierte Gesprächsführung in Beratung, Coaching, Supervision und Therapie. Vandenhoeck & Ruprecht, Göttingen 2018.
- Konstruktivismus, Systemtheorie und praktisches Handeln. Eine Einführung für pädagogische, psychologische, soziale, gesellschaftliche und betriebliche Handlungsfelder. Vandenhoeck & Ruprecht, Göttingen 2019.

### Herausgeberbände (Auswahl)
- mit R. Balgo Theorie und Praxis systemischer Pädagogik. Carl Auer, Heidelberg 2006.
- mit R. Balgo, H. Schildberg: Pädagogik im Zeitalter globaler Konflikte. Carl Auer, Heidelberg 2007.
- Wir machen Schule! Eine Stadt auf dem Weg zur Inklusion. Beltz-Juventa, Weinheim 2014.
- Praxishandbuch zur Inklusion an Oldenburger Schulen. Stadt Oldenburg 2015.
- Teilhabe ist das Ziel. Der Weg heißt: Inklusion. Beiträge zur Umsetzung der Inklusion in Oldenburg. Beltz-Juventa, Weinheim 2016.
- Heldinnen, Ufos und Straßenschuhe. Praxisbeispiele zur Arbeit mit Bildern und Metaphern in Beratung und Therapie. Vandenhoeck & Ruprecht, Göttingen 2019.